# Paisley (Florida)
Paisley statisztikai település az USA Florida államában, Lake megyében. Lakosainak száma 980 fő (2020. április 1.).

## Népesség
A település népességének változása:
| Lakosok száma | 734  | 818  | 980  |
|               | 2000 | 2010 | 2020 |